# Václav Pánek
Václav Pánek (4. října 1905 – 16. února 1976) byl český a československý politik Komunistické strany Československa, poslanec České národní rady a Sněmovny národů Federálního shromáždění na počátku normalizace.

## Biografie
K roku 1968 se uvádí jako pracovník Předsednictva vlády, předseda České rady Vědecko-technické společnosti, bytem Praha.
Po provedení federalizace Československa usedl v lednu 1969 do Sněmovny národů Federálního shromáždění. Do federálního parlamentu ho nominovala Česká národní rada, kde rovněž zasedal. Setrval zde do prosince 1970, kdy rezignací na křeslo v ČNR ztratil i mandát ve FS.